# 索莫谢拉
索莫谢拉，是西班牙马德里自治区的一个市镇，位于马德里以北89公里。总面积20平方公里，总人口105人（2001年），人口密度5人/平方公里。